# International Tennis Championships of Colombia
L'International Tennis Championships of Colombia è stato un torneo di tennis facente parte del Grand Prix giocato dal 1977 al 1980 a Bogotà in Colombia su campi in terra rossa.

## Albo d'oro

### Singolare
| Anno | Vincitore       | Finalista          | Punteggio          |
| ---- | --------------- | ------------------ | ------------------ |
| 1977 | Guillermo Vilas | José Higueras      | 6–1, 6–2, 6–3      |
| 1978 | Víctor Pecci    | Rolf Gehring       | 6–4, 3–6, 6–3, 6–3 |
| 1979 | Víctor Pecci    | Jairo Velasco, Sr. | 6–3, 6–4           |
| 1980 | Dominique Bedel | Carlos Kirmayr     | 6–4, 7–6           |

### Doppio
| Anno | Vincitori                         | Finalisti                      | Punteggio |
| ---- | --------------------------------- | ------------------------------ | --------- |
| 1977 | Hans Gildemeister Belus Prajoux   | Jorge Andrew Carlos Kirmayr    | 6–4, 6–2  |
| 1978 | Álvaro Fillol Jaime Fillol        | Hans Gildemeister Víctor Pecci | 6–4, 6–3  |
| 1979 | Emilio Montano Jairo Velasco, Sr. | Bruce Nichols Charles Owens    | 6–2, 6–4  |
| 1980 | Álvaro Fillol Carlos Kirmayr      | Andrés Gómez Ricardo Ycaza     | 6–4, 6–3  |